# Hwasong-18
Hwasong-18  (Tiếng Hàn: 《화성포-18》형; Hanja: 火星砲 18型; phiên âm Hán-Việt: Hỏa Tinh-18) là một hệ thống tên lửa đạn đạo liên lục địa (ICBM) của Cộng hòa Dân chủ Nhân dân Triều Tiên. Nó là ICBM đầu tiên của Triều Tiên sử dụng động cơ nhiên liệu rắn. Hwasong-18 được giới thiệu lần đầu tiên trong cuộc duyệt binh kỷ niệm 75 năm ngày thành lập Quân đội Nhân dân Triều Tiên vào năm 2023, và được phóng thử nghiệm lần đầu vào ngày 13 tháng 4 cùng năm.

## Lịch sử
Nhà lãnh đạo Triều Tiên Kim Jong-un lần đầu tiên đề cập tới việc phát triển ICBM sử dụng động cơ nhiên liệu rắn trong một cuộc họp bàn thảo về kế hoạch phát triển vũ khí mới vào năm 2021. Ngày 15 tháng 11 năm 2022, Triều Tiên đã tiến hành vụ thử dưới mặt đất đối với một động cơ đẩy sử dụng nhiên liệu rắn có lực đẩy lên tới 140 tấn. Trong cuộc duyệt binh kỷ niệm 75 năm ngày thành lập Quân đội Nhân dân Triều Tiên vào ngày 8 tháng 2 năm 2023, một xe phóng tự hành chở theo một tên lửa đạn đạo cỡ lớn dường như sử dụng động cơ nhiên liệu rắn đã xuất hiện trên Quảng trường Kim Nhật Thành.
Tên lửa Hwasong-18 được bắn thử lần đầu tiên vào ngày 13 tháng 4 năm 2023. Giai đoạn đầu tiên của tên lửa đi theo quỹ đạo tiêu chuẩn được tối ưu hóa để đạt tầm bắn tối đa, nhưng giai đoạn thứ hai và thứ ba được chuyển sang quỹ đạo có góc nghiêng cao. Quỹ đạo bất thường này buộc Nhật Bản phải ban hành lệnh báo động, do lo ngại tên lửa có thể bay ngang qua lãnh thổ Nhật. So với ICBM sử dụng nhiên liệu lỏng thì ICBM sử dụng nhiên liệu rắn như Hwasong-18 có thời gian chuẩn bị phóng ngắn hơn nhiều và không cần nhiều phương tiện hỗ trợ. Lần bắn thử thứ hai diễn ra vào ngày 12 tháng 7 năm 2023. Truyền thông nhà nước Triều Tiên tuyên bố rằng tên lửa Hwasong-18 đã bay xa 1,001.2 km với độ cao tối đa đạt được là 6,648.4 km trong thời gian 4,491 giây, biến nó trở thành tên lửa có thời gian bay dài nhất và độ cao bay lớn nhất trong số các tên lửa đạn đạo mà Triều Tiên từng chế tạo. Nếu bay theo quỹ đạo thông thường, tầm bắn tối đa của tên lửa ước tính có thể đạt tới 15,000 km, đủ sức vươn tới bất cứ mục tiêu này trên lục địa Bắc Mỹ. Vụ phóng thứ ba được tiến hành ngày 17 tháng 12 năm 2023. Triều Tiên tuyên bố đây là "một cuộc diễn tập của đơn vị tên lửa", gợi ý khả năng Hwasong-18 đã chính thức đi vào trang bị.

## Các lần phóng đã được ghi nhận

Bệ phóng tự hành của Hwasong-18 trong vụ phóng ngày 18 tháng 12, 2023 (Nguồn: KCNA)

Tên lửa Hwasong-18 rời bệ phóng, ngày 18 tháng 12, 2023. (Nguồn: KCNA)

| Lần phóng | Thời gian                                  | Địa điểm                                                                     | Kết quả    | Chú thích |
| --------- | ------------------------------------------ | ---------------------------------------------------------------------------- | ---------- | --- |
| 1         | 13 tháng 4, 2023 07:22 a.m giờ Bình Nhưỡng | Quận Kangdong, Bình Nhưỡng 39°06′43″B 125°59′51″Đ / 39,111832°B 125,997618°Đ | Thành công | Lần thử đầu tiên của tên lửa Hwasong-18, đạt độ cao 3000 km và cự ly 1000 km.Ông Kim Jong-un trực tiếp theo dõi vụ phóng. |
| 2         | 12 tháng 4, 2023                           | Quận Kangdong, Bình Nhưỡng 39°06′43″B 125°59′51″Đ / 39,111832°B 125,997618°Đ | Thành công | Tên lửa đạt độ cao 6648.4 km và bay xa 1001.2 km.                                                                         |
| 3         | 18 tháng 12, 2023                          | Quận Kangdong, Bình Nhưỡng 39°06′43″B 125°59′51″Đ / 39,111832°B 125,997618°Đ | Thành công | Tên lửa đạt độ cao 6518.2 km và bay xa 1002.3 km trong 73 phút.                                                           |

### Các loại tên lửa có cùng tính năng:
- DF-41
- RS-24 Yars
- Topol-M